# Ara guadeloupensis
Ara guadeloupensis là một loài chim đã tuyệt chủng đã từng là loài bản địa vùng đảo Tiểu Antilles ở Guadeloupe.
Mặc dù không có mẫu vật được bảo tồn, nhưng nhiều thông tin về loài vẹt này được biết đến từ nhiều tài liệu hiện đại, và loài chim này là chủ đề của một số minh hoạ. Austin Hobart Clark mô tả loài chim này trên cơ sở những tài liệu ghi chép vào năm 1905. Do thiếu các cơ thể của loài chim này, và khả năng nhìn thấy được của vẹt đuôi dài từ đất liền Nam Mỹ, người ta đã có những nghi ngờ đã được nêu ra về sự tồn tại của điều này loài. Một xương bàn chân từ đảo Marie-Galante đã khẳng định sự tồn tại của một loài vẹt có kích thước tương tự cư trú trong khu vực trước khi con người đến và tương quan với loài vẹt này vào năm 2015. Cuối năm đó, các nguồn lịch sử phân biệt giữa vẹt đuôi dài của loài vẹt Guadeloupe và vẹt đỏ đuôi dài ( A. macao ) của đại lục đã được xác định, tiếp tục hỗ trợ tính hợp lệ của loài này.
Theo mô tả hiện đại, thân của loài vẹt này có màu đỏ và đôi cánh đỏ, xanh vàng. Các lông đuôi dài từ 38 đến 51 cm (15 và 20 inch) dài. Ngoài kích thước nhỏ hơn và màu đỏ của lông đuôi, loài này trông giống như vẹt đỏ đuôi dài và có thể, do đó, đã được một họ hàng gần của loài đó. Loài vẹt này đã ăn trái cây  –  bao gồm cả manchineel độc hại, chúng có chế độ một vợ một chồng, xây tổ trong cây và mỗi tổ có hai quả trứng và đẻ một hoặc hai lần một năm. Các tác giả đầu tiên mô tả loài này phong phú ở Guadeloupe, nhưng nó đã trở nên hiếm hoi vào năm 1760, và chỉ tồn tại ở những khu vực không có người ở. Bệnh tật và săn bắn của con người được cho là đã tận diệt nó ngay sau đó. Loài vẹt này là một trong 13 loài vẹt đã tuyệt chủng đã được đề xuất đã sống ở đảo Caribê. Nhiều loài trong số những loài này hiện nay được coi là không rõ ràng bởi vì chỉ có ba loài được biết đến từ các mẫu vật thu thập được, và hiện nay không có loài vẹm đặc hữu nào trên đảo.